# غيورغي شاروشي
غيورغي شاروشي (بالمجرية: Sárosi György)‏ (5 أغسطس 1912 – 20 يونيو 1993) لاعب كرة قدم مجري راحل كان يجيد اللعب في خط الهجوم.
لعب طوال مسيرته الرياضية في نادي فيرينكفاروسي (1930-1948).
مثل منتخب المجر في 62 مباراة مسجلا 42 هدف (1931-1943). شارك مع منتخب المجر في بطولة كأس العالم 1934 في إيطاليا حيث خرج من الدور الربع النهائي وفي بطولة كأس العالم 1938 في فرنسا حيث احتل المركز الثاني.
تولى تدريب أندية باري (1948-1950) لوكيزي (1950-1951) يوفنتوس (1951-1953) جنوى (1953-1955) روما (1955-1956) بولونيا (1957-1958) روما (1959) بريشيا (1960) لوغانو (1962-1963).

## وصلات خارجية
- غيورغي شاروشي على موقع الاتحاد الدولي (مؤرشف)  (الإنجليزية)
- غيورغي شاروشي على موقع ناشيونال فوتبول تيمز (الإنجليزية)
- غيورغي شاروشي على موقع عالم كرة القدم.نت (الإنجليزية)

- هذا سيرة ذاتية